# Кантакузін-Сперанський Михайло Родіонович
Кантакузін-Сперанський Михайло Родіонович (1848 — 25 березня 1894, м. Аркашон, деп. Жиронда, Франція) — російський правознавець, князь, директор департаменту духовних справ іноземних сповідань.
1872 року за проханням княгині Марії Олександрівни (онуки Михайла Сперанського) імператор Олександр II дозволив до прізвища її повнолітнього сина князя Михайла Родіоновича Кантакузіна додати титул і прізвище графа Сперанського, якби прізвище прославленого графа продовжилося в його нащадках.